# Neuaufnahmen in das UNESCO-Kultur- und -Naturerbe 1990
Im Jahr 1990 fanden die im Folgenden aufgeführten Neuaufnahmen in das UNESCO-Kultur- und -Naturerbe statt.

## Welterbe
Auf seiner 14. Sitzung vom 7. bis 12. Dezember 1990 in Banff in Kanada nahm das Welterbekomitee 17 Stätten aus zwölf Ländern neu in die Liste des UNESCO-Welterbes auf, davon elf Kulturerbestätten (K), drei Naturerbestätten (N) und drei gemischte Stätten (K/N).

### Welterbeliste
Folgende Stätten wurden neu in die Welterbeliste eingetragen:
| Vertragsstaat(en)         | Bezeichnung                                                                          | Typ | Ref. | Anmerkungen |
| ------------------------- | ------------------------------------------------------------------------------------ | --- | ---- | --- |
| Bolivien                  | Jesuitenmissionen der Chiquitos (Lage)                                               | K   | 529  | |
| Volksrepublik China       | Berg Huangshan (Lage)                                                                | K/N | 547  | |
| Deutschland               | Schlösser und Parks von Potsdam und Berlin (Lage)                                    | K   | 532  | 1992 und 1999 erweitert |
| Dominikanische Republik   | Kolonialstadt von Santo Domingo (Lage)                                               | K   | 526  | die historische Altstadt (spanisch Ciudad Colonial) von Santo Domingo                                                                              |
| Griechenland              | Delos (Lage)                                                                         | K   | 530  | |
| Griechenland              | Klöster Daphni, Hosios Lukas und Nea Moni auf Chios (Lage)                           | K   | 537  | umfasst die Klöster Daphni bei Athen, Hosios Lukas bei Delphi und Nea Moni auf der Insel Chios                                                     |
| Italien                   | Historisches Zentrum von San Gimignano (Lage)                                        | K   | 550  | mittelalterlicher Stadtkern von San Gimignano |
| Madagaskar                | Naturreservat Tsingy de Bemaraha (Lage)                                              | N   | 494  | |
| Neuseeland                | Te Wahipounamu – Südwest-Neuseeland (Lage)                                           | N   | 551  | |
| Neuseeland                | Nationalpark Tongariro (Lage)                                                        | K/N | 421  | 1993 erweitert |
| Panama                    | La Amistad (Lage)                                                                    | N   | 205  | Erweiterung der 1983 aufgenommenen Welterbestätte Reservate Talamanca-Gebiet – La Amistad in Costa Rica                                            |
| Peru                      | Nationalpark Río Abiseo (Lage)                                                       | K/N | 548  | 1992 erweitert |
| Sowjetunion (Russland)    | Historisches Zentrum von Leningrad und zugehörige Monumente (Lage)                   | K   | 540  | Das Zentrum von St. Petersburg umfasst unterschiedliche barocke und klassizistische Bauten und wurde 1703 von Peter dem Großen in Auftrag gegeben. |
| Sowjetunion (Russland)    | Kizhi Pogost (Lage)                                                                  | K   | 544  | |
| Sowjetunion (Russland)    | Kreml und Roter Platz, Moskau (Lage)                                                 | K   | 545  | Kreml und Roter Platz in Moskau |
| Sowjetunion (Ukraine) (a) | Kiew: Sophienkathedrale und zugehörige Klosterbauten, Kyyevo-Pechersʹka lavra (Lage) | K   | 527  | umfasst die Erlöserkirche von Berestowo, die Sophienkathedrale und das Höhlenkloster Lawra Petschersk in Kiew.                                     |
| Sowjetunion (Usbekistan)  | Ichan Qal'a (Lage)                                                                   | K   | 543  | |

Bei folgenden Welterbestätten wurden signifikante Änderungen ihrer Grenzen beschlossen:
| Vertragsstaat(en)                      | Bezeichnung | Typ | Ref. | Anmerkungen                                                                                             |
| -------------------------------------- | --- | --- | ---- | --- |
| transnational: Heiliger Stuhl, Italien | Historisches Zentrum Roms, die extraterritorialen Stätten des Heiligen Stuhls in der Stadt und Sankt Paul vor den Mauern (Lage) | K   | 91   | Erweiterung des historischen Zentrums von Rom um die extraterritorialen Besitztümer des Heiligen Stuhls |

Änderungen der Grenzen gab es auch beim Olympic-Nationalpark in den USA und bei den Canadian Rocky Mountain Parks in Kanada.
Deutschland hatte bereits vor der Sitzung die Nominierung der Städte Wörlitz, Quedlinburg, Magdeburg und Dresden zurückgezogen.
Die Kandidatur des Nationalparks Lake District in Großbritannien wurde bis auf Weiteres verschoben, da einige Bedingungen für die Eintragung als Welterbe noch nicht erfüllt waren.

### Rote Liste
In die Liste des gefährdeten Welterbes („Rote Liste“) aufgenommen wurde die Stätte Timbuktu in Mali, die durch das Eindringen von Sand gefährdet war.